# Planetsti
En planetsti er en type sti, der er en skalamodel af Solsystemet, ofte i forholdet 1:1.000.000.000. I dette forhold skal der fra Solen være cirka 4,5 km til Neptun og cirka 5,8 km til Pluto.

## Planetstier i Danmark
- Lemvig (1:1.000.000.000); Danmarks største planetsti,
- Aalborg (1:2.000.000.000); i Golfparken ved Urania Observatoriet i Aalborg
- Fjerritslev (1:1.000.000.000); En sti fra Fjerritslev til Kollerup
- Hvidovre (1:1.000.000.000); Fra Bjerget i Kystagerparken til Mågeparken [1]
- Glyngøre-Durup
- Aars
- Jels